# 第233裝甲擲彈兵師
第233裝甲擲彈兵師（德語：233. Panzergrenadier-Division）是二戰中德國國防軍的一個裝甲擲彈兵師，其存在時間極短。

## 歷史
該師於1942年5月15日在奧德河畔法蘭克福成立，原名為第233師（摩托化師）。1942年7月7日，第233師（摩托化）更名為第233裝甲擲彈兵師。
1943年4月5日，該師進一步更名和重組（成為裝甲師），該師更名為第233裝甲師。